# Kingsley Umunegbu
Kingsley Umunegbu (* 28. Oktober 1989 in Zaria) ist ein nigerianischer Fußballspieler.

## Karriere
Umunegbu startete 2007 seine Profikarriere beim AC Mailand in der Serie A. Im Juli 2008 wurde er an Salernitana Calcio in die Serie B verliehen. Er gab sein Debüt am 7. September 2008, als er für Giampaolo Ciarciá in der 61. Spielminute eingewechselt wurde. Das Spiel endete 0:0. Da er nur zwei Spiele für Salernitana bestritt, wurde er im Februar 2009 an Portogruaro verliehen. Am 8. Juli 2009 wurde er an den AS Varese 1910 verliehen. Hier kam er jedoch zu keinem Einsatz, um Spielpraxis zu sammeln, wurde er erneut verliehen, diesmal an AC Renate, wo er zu 13 Einsätzen kam. Nach seiner Rückkehr hatte Milan keine Verwendung mehr für ihn, so dass er zum Schweizer Zweitligisten FC Chiasso wechselte. Allerdings lieh ihn der AC Mailand erneut für kurze Zeit aus, bevor er 2012 für 175.000 Euro beim FC Bologna unterschrieb. Auch hier kam er jedoch nicht zum Zug, daher schloss er sich dem belgischen Vertreter RFC Seraing-RUL an.
Ende 2016 unterschrieb Umunegbu schließlich bei Tavşanlı Linyitspor, einem türkischen Fünftligisten, die ein Jahr zuvor in ebenjene Liga absteigen mussten. Sein erstes Tor erzielte er hier am 23. Oktober 2016 bei einem 1:1-Unentschieden gegen Akşehir Spor.